# Schafot

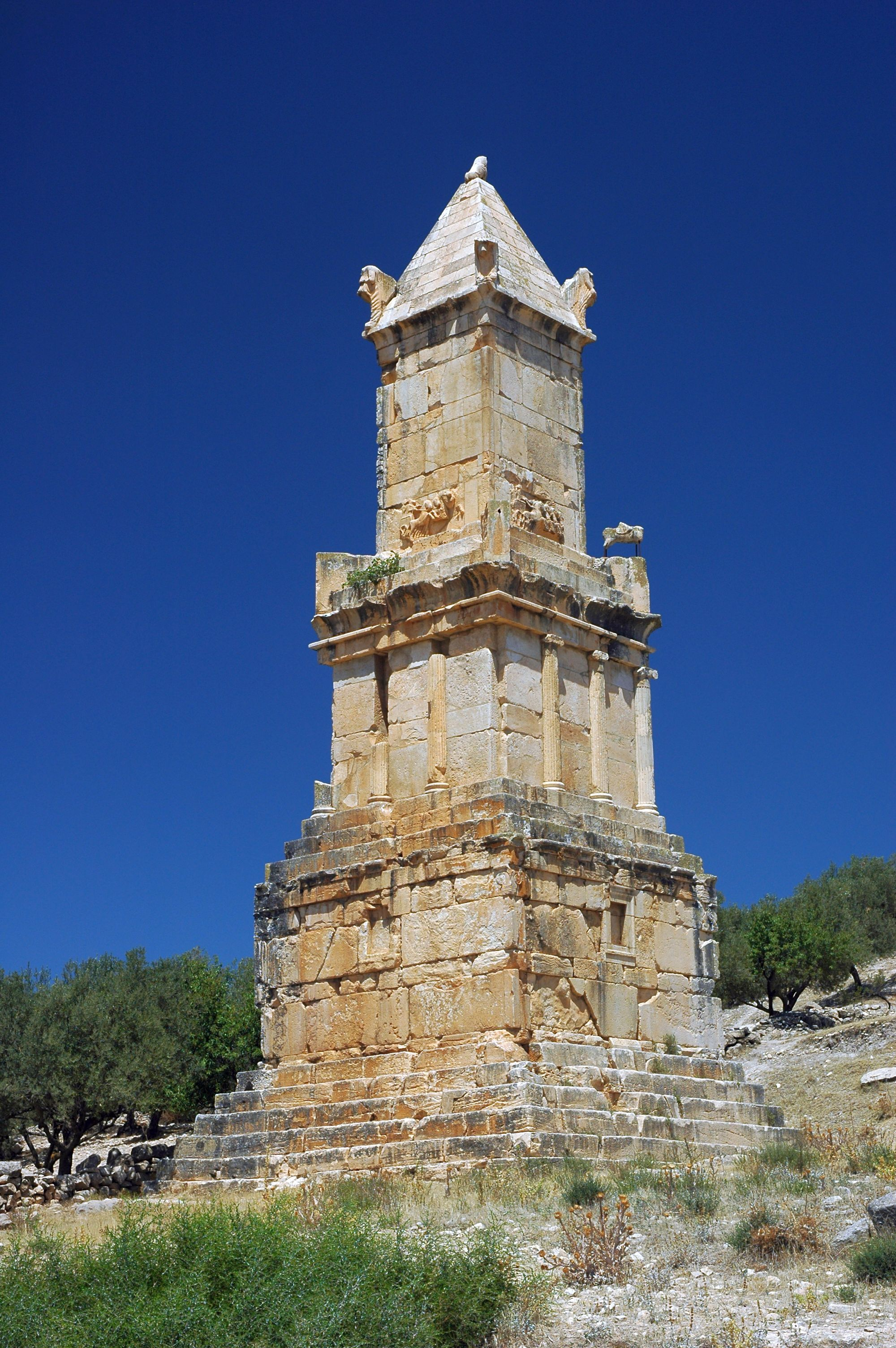
Das Grabmal im Jahr 2008

Schafot (numidisch SPT), Sohn des Balal, war ein numidischer Eisenhandwerker. Er war im 2. Jahrhundert v. Chr. in Thugga tätig.
Schafot ist neben mehreren anderen Künstlern und Handwerkern auf einer numidisch-punischen Bilingue erwähnt, die an einem Pfeilergrabmal in Thugga gefunden wurde. Auf der Bilingue sind des Weiteren Aṭban, wohl Architekt, die Steinmetze ʿAbdarisch, Zimer und Managai, ihre Assistenten Zazai, Tamôn und Warsakan, die Zimmerleute Ankan und Masidil sowie der Eisenhandwerker Papai verzeichnet.